# Meriam Bellina
Pour les articles homonymes, voir Belina (homonymie).
Meriam Bellina, de son nom complet Ellisa Meriam Bellina Maria Bamboe, est une actrice et chanteuse indonésienne née le 10 avril 1965. Considérée comme l'une des plus grandes artistes asiatiques de sa génération, elle a été nommée à plus de dix reprises tout au long de sa carrière d'actrice, remportant à cette occasion plus de trois prix Citra.

## Biographie
Née à Bandung dans la partie occidentale de Java au sein d'une famille catholique, Meriam Bellina est la cinquième des six enfants de Maria Theresia et de G.H Bamboe. Sa famille, issue de l'ethnie soundanaise, a aussi des ancêtres allemands, canadiens et néerlandais. Ses parents tenaient une entreprise familiale spécialisée dans le commerce d'équipements pour les personnes handicapées. Pour des raisons professionnelles, ses parents sont partis s'installer au Canada où la famille a ainsi résidé pendant cinq ans.
Enfant, elle rêvait de devenir hôtesse de l'air et y a été fortement encouragée par son entourage, sachant parler couramment l'anglais et le néerlandais. Mais c'est en étudiant la danse et le chant à la Dago Catholic High School, de Bandung qu'elle s'est finalement orientée à l'adolescence vers le mannequinat.

## Filmographie

### Cinéma
- 1981 : Perawan-Perawan
- 1981 : Kabut Sutra Ungu
- 1982 : Dongkrak Antik
- 1982 : Perkawinan 83
- 1982 : Neraca Kasih
- 1983 : Senjata Rahasia Nona
- 1983 : Pengantin Panjai Biru
- 1983 : Bumi Bulat Bundar
- 1983 : Sorga Dunia di Pintu Neraka
- 1984 : Permata Biru
- 1984 : Titik Titik Noda
- 1984 : Cinta di Balik Noda
- 1984 : Kabut Perkawinan
- 1984 : Buktikan Cintamu
- 1984 : Bercinta Dalam Badai
- 1985 : Untuk Sebuah Nama
- 1985 : Romantika
- 1985 : Tak Ingin Sendiri
- 1985 : Kerikil Kerikil Tajam
- 1986 : Ketika Musim Semi Tiba
- 1987 : Catatan Si Boy
- 1987 : Selamat Tinggal Jeannette
- 1987 : Makin Lama Makin Asyik
- 1987 : Tatkala Mimpi Berakhir
- 1988 : Si Kabayan dan Gadis Kota
- 1988 : Catatan Si Boy 2
- 1989 : Catatan Si Boy 3
- 1989 : Namaku Joe
- 1989 : Saat Kukatakan Cinta
- 1989 : Bercinta Dalam Mimpi
- 1990 : Joe Turun Ke Desa
- 1990 : Nona Manis
- 1990 : Bukan Main
- 1990 : Catatan Si Boy 4
- 1990 : Taksi
- 1990 : Boneka Dari Indiana
- 1991 : Taksi Juga
- 1991 : Bukan Main
- 1992 : Cinta Kecamatan Weleri
- 2002 : Kafir
- 2007 : Leak[5]
- 2007 : Get Married
- 2008 : Besahhh...
- 2008 : Tulalit
- 2009 : Get Married 2
- 2009 : XXL-Double Extra Large
- 2010 : Love and Edelweiss
- 2010 : Kabayan Jadi Milyuner
- 2011 : Get Married 3
- 2012 : Brokenhearts
- 2012 : Test Pack: You're My Baby
- 2013 : Cinta Brontosaurus
- 2013 : Get M4rried
- 2013 : Slank Nggak Ada Matinya
- 2013 : Cinta Brontosaurus
- 2014 : Mentari dari Surga
- 2014 : Bajaj Baruri The Movie
- 2015 : Air & Api
- 2015 : Magic Hour

## Discographie
Avec Hailai Club
1. Begitu Indah
2. Di Ujung Malam
3. Kerinduan
4. Kau Kau Kau
5. Aku Percaya
6. Sayang
7. Bukan Kau Yang Pertama
8. Ingin Dekat Denganmu
9. Nostalgia Biru
10. Walau Hati Menangis
11. Jangan Salahkan Siapa
12. Symphoni Rindu
13. Mulyana Biasa Saja
14. Mengapa Kita Harus Berpisah
15. Jangan Pernah Ragukan
16. Untuk Sebuah Nama
17. Seandainya Masih Mungkin
18. Seandainya Berterus Terang

En solo
1. Simfoni Rindu (1983)
2. Untuk Sebuah Nama (1984)
3. Kerinduan (1985)
4. Begitu Indah (1986)
5. Mulyana Biasa Saja (1987)
6. Jangan Pernah Ragukan (1988)
7. Seandainya Masih Mungkin (1989)
8. Aku Percaya (1989)
9. Kata Hati (1989)
10. Mungkin Aku Harus Berlalu (1990)
11. Asmara (1993)
12. Kuscinta Kamu (1999)

## Distinctions

### Récompenses
- Festival Film Indonesia 1984 Meilleure actrice principale pour Cinta di Balik Noda
- Festival Film Indonesia 1986 Meilleure actrice principale pour Kulihat Cinta di Matanya
- Festival Film Indonesia 1990 Meilleure actrice principale pour Taksi
- Bandung Film Festival 2003 Meilleure actrice pour Kafir
- Bali International Film Festival 2004 Meilleure actrice pour Kafir
- Festival Film Indonesia 2007 Meilleure actrice dans un second rôle pour Get Married

### Nominations
- Festival Film Indonesia 1983 Nomination pour le prix de la meilleure actrice principale pour Perkawinan 83
- Festival Film Indonesia 1985 Nomination pour le prix de la meilleure actrice principale pour Kabut Perkawinan
- Festival Film Indonesia 1988 Nomination pour le prix de la meilleure actrice principale pour Taktala Mimpi Berakhir
- Festival Film Indonesia 2007 Nomination pour le prix de la dans un second rôle pour Test Pack: You're My Baby